# Aiquile
Aiquile è un comune (municipio in spagnolo) della Bolivia nella provincia di Narciso Campero (dipartimento di Cochabamba) con 31.790 abitanti (dato 2010).

## Cantoni
Il comune è suddiviso in 3 cantoni:
- Aiquile
- Quiroga
- Villa Granado